# Mouvement militant mauricien
Pour les articles homonymes, voir MMM.

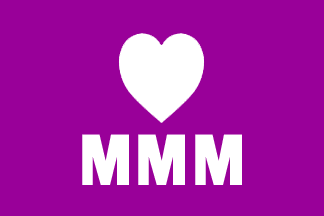
Le drapeau du Mouvement militant mauricien.

Le Mouvement militant mauricien (MMM) est un parti politique mauricien fondé en 1969 par Paul Bérenger, Dev Virahsawmy et  Jooneed Jeeroobarkhan.

## Historique

### Débuts
Le Mouvement militant mauricien milite pour plus de justice sociale et d’égalité dans la société. Le mardi 30 septembre 1969, le MMM prit véritablement son envol quand Paul Bérenger fit publier dans le quotidien  Le Mauricien un long article qui peut être considéré comme la toute première feuille de route de ce parti sur la scène politique. De ce fait, le MMM se présentait comme l’alternative au gouvernement d’unité nationale en place depuis l’indépendance du pays en 1968.
Figure emblématique, Paul Bérenger restera le fondateur principal dans l'esprit des militants du parti. Les événements de mai 1968 en France inspirèrent les dirigeants et sympathisants du MMM à inciter une révolution politique dans le pays au début des années 1970. Le climat de révolte et d’insécurité qui régnait dans l’île en 1971 conduisit le gouvernement Parti travailliste mauricien (PTr) de Seewoosagur Ramgoolam à déclarer l’état d’urgence, avec pour conséquence l’arrestation et l’emprisonnement des dirigeants du MMM pendant près d’un an, dont Hervé Masson. Ces événements ont consolidé l’idée de ce parti comme le défenseur des opprimés dans l’esprit de la masse. 
Dev Virahsawmy offrit au parti son premier succès électoral lors d’une élection partielle. Au fil des élections, le MMM gagnait de plus en plus de terrain sur la coalition PTr et ses alliés pour culminer avec une razzia dans toutes les circonscriptions de l’île le 11 juin 1982. Le contexte socioculturel du pays a fait que même si Bérenger était le leader incontesté du parti, il fallait proposer un candidat hindou de la caste Vaishya, pour pouvoir être au pouvoir. L’heureux élu fut Anerood Jugnauth, président du parti et avocat de profession. Très vite, des dissensions au sein du parti et son partenaire au pouvoir conduisirent à une cassure du MMM et la dissolution du gouvernement en 1983.
Anerood Jugnauth forma le Mouvement Socialiste Mauricien (MSM) et remporta les élections anticipées du 21 août 1983, alors que Bérenger partait dans l’opposition avec le MMM. Le parti se présente seul aux élections du 30 août 1987 avec Prem Nababsing comme leader et Paul Bérenger comme secrétaire général. Bien que le MMM ait remporté le plus fort pourcentage de voix, le système électoral en vigueur conduisit à la victoire l’alliance MSM-PTr-PMSD vainqueur. 
Le parti rejoignit le MSM au pouvoir en 1990 et les ils remportèrent ensemble les législatives du 15 septembre 1991. À la suite d'incompatibilités de points de vue, il y eut une nouvelle cassure au sein du MMM et au sein du gouvernement en 1994. Cette fois-ci, Prem Nababsing, Jean-Claude de l'Estrac et quelques élus décidèrent de rester au gouvernement de Jugnauth et entamèrent une action en justice pour s’emparer du nom, de l'emblème et de la couleur mauve du MMM. Ils furent déboutés et contraints de former un nouveau parti, le Rassemblent Militant Mauricien (RMM) qui fusionna quelque temps après avec le MSM.
Le MMM s’alliant avec le PTr de Navin Ramgoolam pour remporter les élections, l’histoire se répéta encore une fois lorsque Bérenger et ses amis furent contraints de quitter l’alliance et se retrouvèrent à nouveau dans l’opposition. À la suite d'un accord passé à Medpoint, le MMM s’allia une seconde fois avec le MSM de Jugnauth pour remporter les élections du 11 septembre 2000. Le Mouvement Militant Mauricien se retrouva au pouvoir réellement le 30 septembre 2003 quand son leader, Paul Bérenger devint premier ministre. Pour la première fois, un non-hindou dirige un gouvernement à Maurice, malgré les multiples tentatives pour faire échouer cette démarche.
Le MMM perd les élections du 3 juillet 2005 avec son allié du MSM dirigé par le fils d’Anerood Jugnauth, Pravind, au profit de l’Alliance Sociale, coalition hétéroclite incluant le PTr et une multitude de petites formations.

## Organisation interne
Le Mouvement militant mauricien est divisé en quatre sections de travail ou commissions - une section syndicale, une section théorique, une section jeunesse et une section féminine. L'organisation repose sur 489 branches régionales et chaque branche élisant son bureau de branche, contrôlant ses affaires et ses finances et élisant ses délégués nationaux. Au niveau national, un comité exécutif élit l'exécutif national
Les 489 branches des différentes circonscriptions de Maurice procèdent à l’élection des 20 premiers membres du comité central. Un comité sélectif constitué de dix membres du bureau administratif du bureau politique du MMM se réunit toutes les semaines. 
Le mouvement est doté d'un organe de presse dont fait partie Ram Etwareea dans les années 80. 
En 2006 le bureau est ainsi constitué : Paul Bérenger (leader) ; Jayen Cattaree ; Alan Ganoo ; Ahmad Jeewah et Ivan Collendavelloo (leaders adjoints) ; Sam Lauthan (président), Dev Ramnah (premier vice-président) ; Arianne Navarre-Marie (deuxième vice-président) et Sudesh Roopun (troisième vice-président) ; Rajesh Bhagwan (secrétaire général responsable de l'organisation) et Steve Obeegadoo (secrétaire général responsable des projets politiques, du renouveau intellectuel, de la formation et des relations internationales). Ils ont pour adjoints Abdullah Hossen, Jai Prakash Meenoowa et Dany Perrier. Ajay Guness occupera les fonctions de trésorier. Veda Baloomoody occupe le poste de trésorier adjoint.
L’assemblée générale hebdomadaire et ouverte des délégués au cours desquelles sont examinés et discutés les rapports des commissions de toute autre activité du MMM. Aux délégués reviennent le rôle de transmettre aux branches ces informations en organisant des réunions de branches régulièrement.
Le MMM est affilié à diverses organisations internationales de gauche, dont l’Internationale socialiste.